# Johannes Joachim Theodor Krüger
Johannes Joachim Theodor Krüger (* 4. November 1887 in Garwitz; † 10. Dezember 1917 in Le Tréport) war ein deutscher Soldat im Ersten Weltkrieg. Als Feldartillerist in einer Geschütz-Batterie wurde er nach seinem Tod in den 1930er Jahren zur zentralen Figur einer Legendenbildung zur Schlacht von Cambrai.

## Leben
Johannes Joachim Theodor Krüger war das dritte Kind des Häuslers Johann Christian Joachim Krüger und seiner Ehefrau Caroline Dorothea Wilhelmine Krüger, geb. Nierens. Nach dem Schulbesuch arbeitete er als Flussschiffer auf der Elde. Im Deutschen Reich bestand Wehrpflicht, der Wehrdienst war in der Regel vom vollendeten zwanzigsten Lebensjahr an zu leisten, da Krüger wegen der besseren Verdienstmöglichkeiten nach Hamburg ziehen wollte, trat er seinen Wehrdienst bereits 1906 im Alter von 18 Jahren beim Großherzoglich Mecklenburgischen Feldartillerie-Regiment Nr. 60 in Schwerin an. Nach Ableistung seines Wehrdienstes zog er nach Hamburg, wo er im Hafen arbeitete, heiratete und eine Familie gründete. Am 5. August 1914 hatte er sich aufgrund der Generalmobilmachung bei seinem Regiment in Schwerin einzufinden. 1915 ging daraus das Feldartillerie-Regiment Nr. 108 hervor und er wurde in die 8. Batterie dieses neu aufgestellten Regiments versetzt. 1916 wurde er Geschützführer und dann zum Unteroffizier befördert.
Am Morgen des 20. November 1917 griff die britische Armee in der Schlacht von Cambrai mit der ersten großen Panzeroffensive der Geschichte die deutsche Siegfriedstellung südwestlich von Cambrai an. Krügers Batterie befand sich bei der kleinen französischen Gemeinde Flesquières im Einsatz. Im Dezember 1917 erhielt seine Ehefrau einen Brief seines Regiments, dass er mit seinem Batterieführer und mehreren Kameraden seit diesem Tag vermisst wird, es hieß, dass er wahrscheinlich in englische  Gefangenschaft geraten ist. Am 30. Januar 1918 erhielt sie einen hoffnungsvollen Brief ihres Mannes, den dieser am 8. Dezember 1917 in der Gefangenschaft geschrieben hatte. Am 31. Januar 1918 folgte ein Brief vom Hamburgischen Landesverein vom Roten Kreuz, Ausschuss für deutsche Kriegsgefangene: „Wir erfüllen hiermit die traurige Pflicht, Ihnen mitteilen zu müssen, daß nach einer uns aus England zugegangenen Meldung Ihr Angehöriger, der Soldat Johannes Krüger, Feldartl.-Regt. 108/8. Komp. E. M. 128 am 10. 12. 17 infolge Schußwunde, linke Seite, im 3. Gen. Hspl. B. E. F. Frankreich unter Nr. 18 verstorben ist.“

## Hintergrund

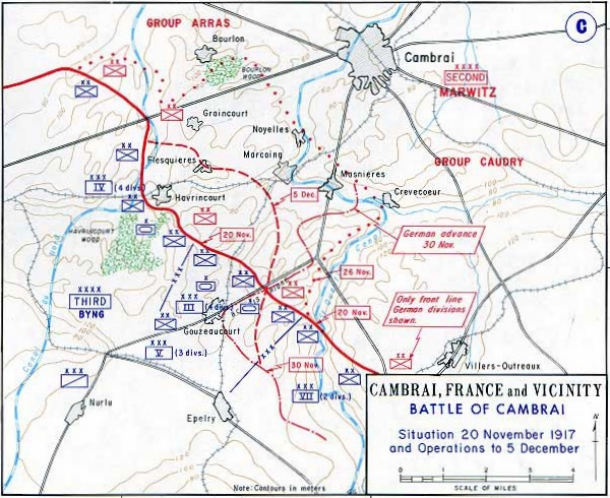
Die Schlacht von Cambrai 1917

### Die Schlacht
Der britische Großangriff zwischen dem Canal-du-Nord im Norden und dem Canal-de-Saint-Quentin im Süden auf einer Frontbreite von etwa 10 Kilometern mit zwei britischen Armee-Korps sollte im November 1917 einen entscheidenden Durchbruch durch die deutschen Verteidigungsstellungen westlich von Cambrai ermöglichen, und der britischen Kavallerie die Chance zur Eroberung weiter Landstriche des Hinterlandes geben. Hierzu wurden den angreifenden Infanterie-Divisionen jeweils eine Anzahl von Tanks (Panzern) des inzwischen mit einer beachtlichen Anzahl von Fahrzeugen ausgerüsteten britischen Tank Corps beigegeben. Auch sollte das britische Royal Flying Corps den Angriff unterstützen. Insbesondere der geplante Einsatz von 476 Tanks bei der Offensive, von denen letztlich etwa 350 Panzer einsatzbereit waren und in zwei Angriffswellen das britische III. Corps unterstützen, führte dazu, dass diese Schlacht als erste Schlacht mit systematischer Panzerunterstützung in die Geschichte einging.

### Panzerabwehr beim deutschen Heer
Der erste Einsatz britischer Tanks am 15. September 1916 traf die deutschen Verteidiger unvorbereitet und verursachte auf deutscher Seite einen Schock. Auch wenn von geplanten 49 Tanks nur 14 auf einer weit gezogenen Front angriffen und deshalb eine Abwehr gelang, hätte die deutsche Führung erkennen können, dass es erforderlich ist, sich besser auf künftige Angriffe vorzubereiten. Die deutschen Maßnahmen zur Abwehr von Panzern basierten auf einzelnen Feldgeschützen, die in vorgezogenen Stellungen positioniert wurden, auf dem massierten Beschuss von Sehschlitzen mit Gewehren und Maschinengewehren und dem Einsatz von Geballten Ladungen gegen die Fahrwerkskomponenten, insbesondere die Gleisketten, der gegnerischen Kampfwagen.
Für die in großem Umfang vorhandenen leichten Feldgeschütze im Kaliber 7,7 cm wurde eine neue spezielle Munition für die Abwehr von Panzer zur Verfügung gestellt. Die K.Gr. 15 m.P. war ein Geschoss, welches durch einen verstärkten Panzerkopf die Panzerung des Tanks durchschlagen konnte und im Fahrzeug explodierte. Bei den Verbänden der Feldartillerie wurde nun auch die Abwehr gegnerischer Panzerangriffe in die Ausbildung aufgenommen. Die Stellungen der nicht besonders weit reichenden Feldartillerie lagen üblicherweise hinter oder in der letzten Verteidigungslinie des deutschen Grabensystems.

## Lone gunner of Flesquières

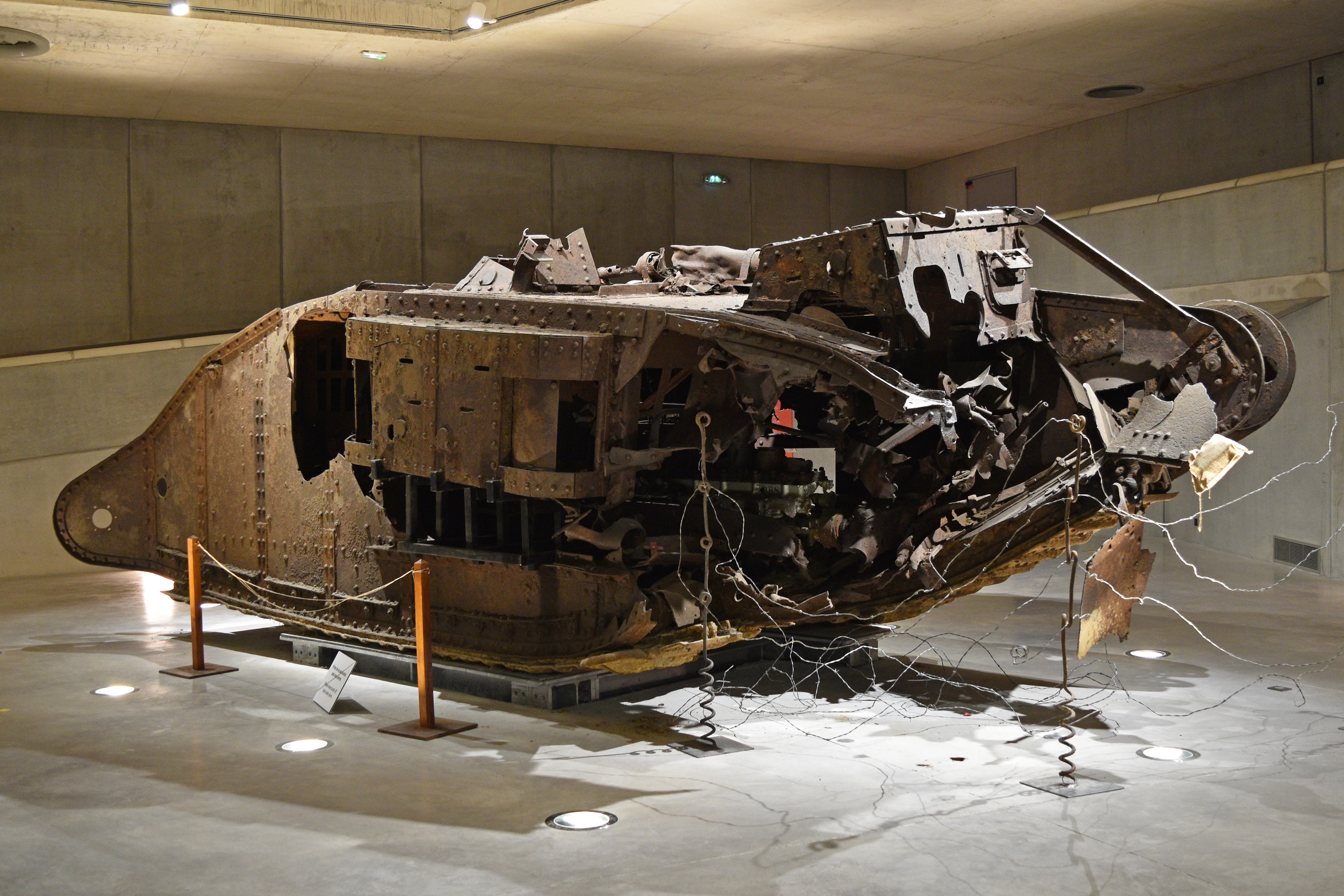
Der Mark IV Deborah, der bei Flesquières durch fünf Treffer einer deutschen Feldkanone zerstört wurde.

Am Morgen des 20. November 1917, begann nach kurzer Artillerievorbereitung um 6:20 Uhr der britische Angriff auf die deutschen Stellungen.
Östlich von Flesquières durchdrangen die Panzer und die Infanterie das deutsche Stellungssystem und stießen 8 km weit vor. Vor Flesquières ließ Major-General George Harper seine Männer der 51st Highland Division wegen des offenen ansteigenden Geländes zurückfallen und die Panzer ohne direkte Infanterie-Begleitung vorrollen. Hierbei erlitten die Panzer schwere Verluste durch das Feuer deutscher Feldartilleriegeschütze, wobei 16 der Fahrzeuge vernichtet wurden oder ausfielen.

“Many of the hits upon our tanks at Flesquieres were obtained by a German artillery officer who, remaining alone at his battery, served a field gun single-handed until killed at his gun. The great bravery of this officer aroused the admiration of all ranks.”

„Viele der Treffer auf unsere Panzer bei Flesquières wurden von einem deutschen Artillerieoffizier erzielt, der allein an seiner Batterie blieb und ein Feldgeschütz alleine bediente, bis er an seinem Geschütz getötet wurde. Die große Tapferkeit dieses Offiziers erregte die Bewunderung aller Ränge.“

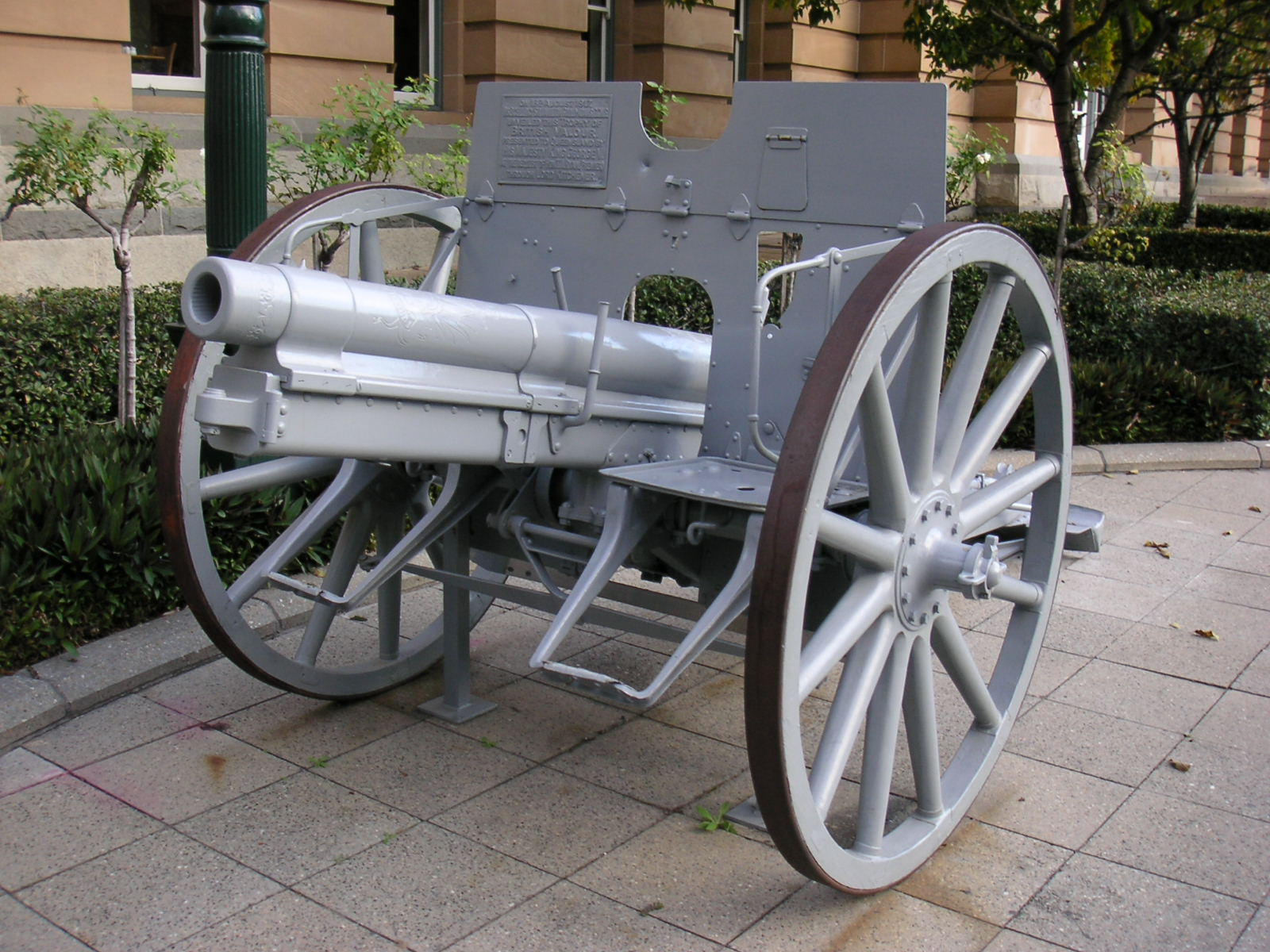
Eine 7,7cm Feldkanone Modell 96 n.A., die Anfang der 2000er Jahre in Brisbane öffentlich zugänglich ausgestellt war.

Haigs Depesche wurde am 4. März 1918 als Ergänzung der London Gazette vom 1. März 1918 veröffentlicht und später in den damaligen Medien ausführlich besprochen.
Der Stabsoffizier Captain Geoffrey Dugdale berichtete nach einer Besichtigung des Schlachtfelds:

“The first thing we came to was a German field battery, every gun out of action with the exception of one. By this was lying a single German officer, quite dead. In front of him were five tanks, which he had evidently succeeded in knocking out himself, single-handed, with his gun. A brave man.”

„Das erste zu dem wir kamen war eine deutsche Feldartillerie-Batterie, bei der alle Geschütze zerstört waren bis auf eines. Neben diesem lag ein ziemlich toter einzelner deutscher Offizier. Vor ihm lagen fünf zerstörte Tanks, die er offenbar selber und alleine mit seinem Geschütz ausgeschaltet hatte. Ein tapferer Mann.“

Nach dem Ende des Ersten Weltkrieges fand der Vorfall bspw. in Berichten von Arthur Conan Doyle (History of the Western Front), Philip Gibbs (History of the War 1920) und Erwin Zindler Erwähnung. Nach heutigem Forschungsstand handelt es sich um eine Legende.
Die zeitgenössischen Berichte unter anderem des Feldmarschall Haig sprachen zunächst nur von einem namenlosen Offizier. Angebliche Augenzeugenberichte variierten zwischen einer kompletten Geschützbesatzung und einem einzelnen Soldaten, durch deren Einsatz zwischen 5 und 16 Panzer abgeschossen worden waren.
Haig kam die Legende eines einsamen Schützen durchaus gelegen als Erklärung für den mangelnden Erfolg der Operation bei Flesquières.

### Legendenbildung
Eine Legende ist eine Geschichte, zu deren wahren Kern vieles hinzuerfunden wurde. Dazu gehört u. a.:

“the advance was hung up at Flesquières by a Hun anti-tank gun which stopped a certain part of our line for twenty-four hours. When the anti-tank gunner was killed we were able to advance again. This gunner was found to be an officer, who, having had all his gun crew killed, worked the gun himself and knocked out fourteen tanks. One of our tank officers spoke very highly of the courage of this German officer.”

„der Vormarsch bei Flesquières wurde von einer Panzerabwehrkanone der Hunnen (abfällig für Deutsche) aufgehalten, die einen Teil unserer Kräfte für vierundzwanzig Stunden stoppte. Als der Panzerabwehrkanonier getötet wurde, konnten wir wieder vorrücken. Dieser Kanonier war ein Offizier, der, nachdem seine gesamte Geschützmannschaft getötet worden war, das Geschütz selbst bediente und vierzehn Panzer ausschaltete. Einer unserer Panzeroffiziere rühmte den Mut dieses deutschen Offiziers sehr.“

James McCudden hat offensichtlich eine Geschichte weitererzählt, die er nur vom Hörensagen kannte und deren Plausibilität er nicht geprüft hatte. Captain Dugdale düfte am 20. November 1917 spätestens um 15.30 Uhr (GMT) an der Feuerstellung des lone gunners eingetroffen sein, da war der Kampf bereits vorbei, den Ausführungen von McCudden zufolge hätte der lone gunner die britische Armee da noch für mehr als 20 Stunden aufgehalten.
Um die Panzer im direkten Richten bekämpfen zu können, waren die Geschütze des Feldartillerie-Regiments 108 auf freiem Feld aufgestellt worden. Krügers Batterieführer hat ausgesagt, daß die britischen Panzer auf 200 m herangerückt waren, als er den Rückzug antrat, Krüger konnte zur Zeit immer nur auf einen Panzer schießen, alle anderen britischen Soldaten konnten währenddessen weiter vorrücken, sein Einzelkampf kann nur wenige Minuten gedauert haben, denn kurz nachdem seine Kameraden den Rückzug angetreten haben, traf Captain Dugdale schon an seiner Batterie ein.
Captain Dugdale hat dem lone gunner 5 Treffer zugeordnet, Sir Arthur Conan Doyle hat 1919 geschrieben, daß erzählt wird, daß ..., und nannte dann 16 Volltreffer, ohne eine seriöse Quelle für diese Zahl benennen zu können.
Zahlreiche deutsche Zeitungen veröffentlichten unter unterschiedlichen Überschriften ab 13. März 1918 folgende Agenturmeldung:

„WTB. Bern, 12. März. Der englische Oberbefehlshaber Douglas Haig gedenkt in seinem amtlichen Bericht anerkennend des deutschen Offiziers, der bei Flesquières mit hervorragender Tapferkeit gegen die Tanks gekämpft habe. — ‚Daily News’ veröffentlichen über den Vorgang folgende Mitteilung von Augenzeugen: Der Offizier war ein Oberleutnant, der ein Tankabwehrgeschütz befehligte. Der Treſſer eines unserer Geschütze tötete vier von seinen acht Mann und verwundete den Offizier. Er blieb indessen auf seinem Posten und seine Leute fuhren fort, auf die anrückenden Tanks zu feuern. Maschinengewehrfeuer erledigte vier von den übrigen Kanonieren und verwundete nochmals schwer den Offizier. Der aber bediente jetzt das Geschütz allein und erzielte ohne Hilfe nicht weniger als acht Treffer auf acht verschiedene Tanks, die sämtlich aktionsunfähig wurden. Er wurde wiederholt von Granatsplittern und Maschinengewehrkugeln getroffen, hielt aber weiter aus. Schließlich verwundete ein neben ihm krepierendes Geschoß ihn so schwer, daß er nicht mehr aufstehen konnte. Selbst dann versuchte er, das Geschütz, das er soeben geladen hatte, abzufeuern. Ein direkter Treffer der Tanks aber erledigte den Widerstand, und als unsere Leute herankamen, waren von dem Offizier und dem Geschütz keine Spur mehr vorhanden. Unsere Leute waren fast traurig, daß sie ihn derartig erledigt hatten, denn er verdiente zu leben. Ich glaube, es war der schönste Fall von Tapferkeit und Heroismus, der mir vorgekommen ist.“

Ob sich ein Wichtigtuer bei der Zeitung gemeldet hat oder sich ein Redakteur diesen Bericht ausgedacht hat, ist nicht bekannt. So hat es sich nicht zugetragen.
In Deutschland wurde zum wahren Kern hinzuerfunden, was sich bei Krügers Geschütz zugetragen haben soll, als seine Kameraden sich auf dem Rückzug befanden. Der einzige der darüber hätte Auskunft geben können, war Krüger, der durfte aus der Gefangenschaft einen privaten Brief an seine Familie schreiben, in dem nichts dazu steht. Es gibt die Zeugenaussagen, das Krügers an seiner Feldkanone zurückgeblieben ist, das nächste ist, was die Briten dem Roten Kreuz gemeldet haben und der Bericht von Captain Dugdale, für das, was sich dazwischen zugetragen hat, gibt es keine Augenzeugenberichte.

## Johannes Joachim Theodor Krüger als Lone gunner
Krügers Batterieführer, Leutnant (Lt.) d. R. Carl Behrmann, ist am 20. November 1917 auf dem Rückzug in britische Kriegsgefangenschaft geraten und kehrte erst am 29. Oktober 1919 nach Deutschland zurück.
Im Lockstedter Lager sagte er aus, daß er als die Geschützmunition zu Ende ging, das Sprengen der Geschütze und den Rückzug befohlen hat. Krüger hatte noch etwas Munition und hat diesem Befehl nicht Folge geleistet. Allein ist er an seinem Geschütz geblieben, gab seinen Kameraden in Eile seine Papiere, sein Soldbuch mit und feuerte auf die angreifenden britischen Panzer. Im November 1919 suchte Behrmann Krügers Ehefrau auf, um ihr das Soldbuch ihres Mannes zu bringen und berichtete ihr, was sich zugetragen hat. Behrmann und Krügers Kanoniere haben nicht mitbekommen, was sich in ihrer letzten Feuerstellung zugetragen hat, als sie sich auf dem Rückzug befanden, ob Behrmann in Erfahrung gebracht hat, wie es Krüger ergangen ist, bevor er dessen Witwe aufsuchte, ist nicht bekannt, spätestens von ihr hat er dies erfahren.
Lt. d. R. Claudius Bojunga vom Feldartillerie-Regiment 213 ist der einzige Offizier der deutschen Feldartillerie, der am 20. November 1917 bei Flesquières gefallen ist, er wurde nördlich von Flesquières beim Einsturz eines Stollens verschüttet, eher die Geschützstände für die Kanonen eingerichtet waren. Der Beobachtungsoffizier vom Abteilungsstab III des Feldartillerie-Regiments 108, Lt. d. R. Julius Eberhart, wurde am 20. November 1917 südlich Marcoing tödlich verwundet. Der Batterieführer der 9. Batterie dieses Regiments, Lt. d. R. Karl Müller, wurde im Zeitpunkt der Veröffentlichung des Haigberichts vermißt, seine Batterie befand sich am 20. November 1917 nicht bei Flesquières, sondern südlich Marcoing im Einsatz. Nach Heimkehr aus britischer Kriegsgefangenschaft sagten seine Untergebenen aus, daß er am 20. November 1917 vor der Feuerstellung seiner Batterie durch Kopfschuß gefallen ist. Sterbeort und Todesumstände dieser drei Offiziere stimmten nicht mit den Angaben im Haigbericht überein. Eine deutsche Anfrage zur Identität des Protagonisten beantworteten die Briten 1919 mit „Er wurde nicht identifiziert.“ So war die Suche nach der Identität des Protagonisten im Sande verlaufen.
Anläßlich des 10. Jahrestages der Schlacht von Cambrai erinnerte man sich an den Haigbericht und daran, daß die Identität des vom Feind bewunderten deutschen Soldaten nicht geklärt worden war. Lt. d. R. Behrmann muß dann erfahren haben, daß kein Offizier der deutschen Feldartillerie am besagten Tag bei Flesquières allein an einem Geschütz zurückgeblieben ist und Erwin Zindler erzählt haben, daß Krüger dies getan hat. Zindler hat im Ersten Weltkrieg als Lt. d. R. im Feldartillerie-Regiment 108 gedient, 1919 gemeinsam mit Walter Rockstroh die Regimentsgeschichte veröffentlicht und ab 1920 das „Nachrichtenblatt des Vereins der Offiziere des ehem. Kgl. Preuss. Feld-Artillerie-Regiments Nr. 108 e.V.“ herausgegeben. Im Dezember 1928 wurde darin ein Aufsatz über die Aussage Behrmanns publiziert. Rolf Bathe hat zur Nennung dieser Quelle „In den beim Heeresarchiv, Potsdam, liegenden Kriegsakten des F.A.R. 108 finden sich keine Unterlagen für diesen Kampfvorgang.“ angemerkt. Behrmann und Krügers Kanoniere haben ausgesagt, daß Krüger an seinem Geschütz zurückgeblieben ist und weiterhin auf die angreifenden britischen Panzer feuerte, sie waren aber keine Zeugen des folgenden Einzelkampfes. Deshalb gab es im Heeresarchiv keinen Bericht darüber.
In seinem 1929 erschienenen Roman „Auf Biegen und Brechen“ beschrieb Zindler aufgrund Behrmanns Angaben was Krüger getan hat, übernahm die vielen Treffer aus Haigs Bericht und dachte sich aus, wie es zur Verwundung und Gefangennahme kam, denn dafür gab es keinen Augenzeugenbericht. Zindler erwähnte nicht die Gefangennahme, sondern schrieb, daß Krüger feuerte, bis er tödlich getroffen zusammenbrach. Viele Leser bemerkten nicht, daß eine tödliche Verwundung nicht den sofortigen Tod bedeutete und logischerweise die Gefangennahme bedeutete. Zindler schrieb, daß Haig freilich von einem „Offizier“ geschrieben hat, „aber das Feldartillerieregiement Nr. 108 hat durch den Führer der 8. Batterie, Leutnant Behrmann aus Lokstedt bei Hamburg, festgestellt, daß nur der Unteroffizier Krüger mit jenem Offizier des Haigberichts übereinstimmen könne.“
Was Captain Dugdale am 20. November 1917 bei Flesquières gesehen und geschlußfolgert hat, hat er in einem im November 1932 veröffentlichten Narrativ geschrieben. Er hat nicht geschrieben, daß bei dem einzigen intakten Geschütz ein toter deutscher Offizier oder die Leiche eines deutschen Offiziers lag, er schrieb, daß dort ein deutscher Offizier lag, „quite dead“. „Quite dead“ kann sowohl „ganz tot“ als auch „ziemlich tot“ bedeuten, wenn jemand tot ist, muß man aber nicht betonen, daß er ganz tot ist. Da Feldkanonen normalerweise von mehreren Soldaten bedient wurden, hätte ein einzelner toter Soldat an der einzigen intakten Feldkanone nicht darauf hingedeutet, daß er die fünf vor ihm liegenden Panzer alleine ausgeknockt hat, man wäre davon ausgegangen, daß das Geschütz von mehreren Soldaten bedient worden war und den anderen der Rückzug gelungen ist. Dugdale's Schlußfolgerung basierte darauf, daß der deutsche Soldat, der dort lag, nicht tot sondern schwer verwundet war. Einen verwundeten Kameraden hätte man nicht alleine zurückgelassen, er muß noch unversehrt gewesen sein, als seine Kameraden den Rückzug antraten. Da der Rückzugsbefehl allen Soldaten gleichermaßen galt, hat Dugdale geschlußfolgert, daß dieser deutsche Soldat freiwillig an seinem Geschütz zurückgeblieben ist, um den Rückzug seiner Kameraden zu decken, und dies hatte ihm seinen Respekt abgenötigt. Da dieser Soldat einige Zeit allein war, mußte er seine Feldkanone allein bedient haben und deshalb mußte er die fünf vor ihm liegenden Panzer allein ausgeknockt haben.
Der einzige Soldat in der Feuerstellung entspricht der Situation in Krügers Batterie. Krüger blieb allein zurück, der Kanonier Heinrich Jens wird seit jenem Tag vermisst, er dürfte zu den Soldaten gehören, die nicht von einer Patrouille zurückgekehrt sind, allen anderen Soldaten seiner Batterie ist der Rückzug gelungen. In keiner anderen Batterie war diese Situation zu finden. Das intakte Geschütz deutet darauf hin, daß Krüger von einem Projektil eines Gewehres getroffen wurde, als er seine Feldkanone bediente und keine Möglichkeit mehr hatte, sie unbrauchbar zu machen.
Obwohl beim Militär die Nennung von Dienstgraden üblich ist, haben Captain Dugdale und Feldmarschall Haig von einem „officer“ geschrieben. Da Captain Dugdale sich bereits längere Zeit im Fronteinsatz befand, kann dies eigentlich nur bedeuten, daß er nicht auf den Dienstgrad geachtet hat. Aufgrund der Ähnlichkeit des englischen Wortes „officer“ mit dem deutschen Wort „Offizier“ ging man in Deutschland davon aus, daß es sich um einen Angehörigen der Laufbahngruppe der Offiziere, vom Leutnant bis zum General bzw. Admiral gehandelt haben muß, diese enge Definition scheint aber im Vereinigten Königreich nicht üblich zu sein. In englischen Wörterbüchern wird ein „non-commissioned officer“ (Angehöriger der Laufbahngruppe der Unteroffiziere) beispielsweise definiert: „noncommissioned officer (NCO), military officer appointed by a commissioned officer, generally to supervise enlisted soldiers and aid the commissioned officer corps.“,
„non-commissioned officer (abbreviation NCO): a member of the armed forces who has achieved the rank of officer by rising from the lower ranks rather than by receiving a commission“. Krüger besaß die Staatsangehörigkeit von Mecklenburg-Schwerin und war von Großherzog Friedrich Franz IV. mit dem mecklenburgischen Militärverdienstkreuz 2. Klasse ausgezeichnet worden, einem vergoldeten Orden in Form des Eisernen Kreuzes. Dieser Orden könnte Dugdale aufgefallen sein und als besondere Form des Eisernen Kreuzes fehlinterpretiert worden sein.
Zindlers Informant zu Krügers Heldentat war dessen Batterieführer, der spätestens bei seinem Besuch bei Krügers Witwe erfahren hat, was aus amtlichen Quellen zu Krügers Todesumständen bekannt geworden ist. Zindler hat von Behrmann erfahren, daß Krüger in Gefangenschaft gestorben ist, er hat sich aber immer wieder Formulierungen ausgedacht, die dies verschleiern: „Er … feuerte, bis er tödlich getroffen zusammenbrach.“, „Dann hat er sich ... weiter verteidigt, …, bis er durch einen Schuß niedergestreckt wurde.“, „Er stirbt an den Folgen der Verwundungen.“ Daß Zindler von Krügers Tod in Gefangenschaft wußte, geht auch daraus hervor, daß er nicht vom Heldentod sondern vom Opfertod schrieb, der Begriff Heldentod wurde verwendet, wenn ein Soldat während einer Kampfhandlung gefallen ist. Merkwürdigerweise steht in einem Aufsatz, den Zindler für das „Ehrenbuch der deutschen Feldartillerie“ geschrieben hat, daß Krüger an seinem Geschütz gefallen ist. Weder zuvor noch danach hat Zindler dies behauptet und es muß ihm bewußt gewesen sein, daß eine falsche Angabe nicht lange unentdeckt bleiben kann. Zindler hat 1922 sein Studium für das höhere Lehramt abgeschlossen und besaß die Lehrbefähigung für Deutsch, mehrere Sätze in diesem Aufsatz entsprechen nicht seinem Sprach- und Bildungsniveau. Die unrichtige Angabe im Ehrenbuch dürfte darauf zurückzuführen sein, daß der Bearbeiter des Ehrenbuches, Albert Benary, Zindlers Aufsatz an Haigs Bericht angepaßt hat. Die Führung des Waffenrings der ehemaligen deutschen Feldartillerie wollte die Verteidigung bis zum letzten Atemzug nach dem Motto „Deutschland muß leben und wenn wir sterben“, und hat sich vermutlich die Verteidigung mit dem Revolver ausgedacht, die es nicht gab. Krüger wollte seine Ehefrau und drei Töchter gerne wiedersehen, der Griff zur Handfeuerwaffe hätte unweigerlich seinen sofortigen Tod durch multiple Gewehrschußwunden bedeutet, die Briten haben dem Internationalen Komitee vom Roten Kreuz (IKRK) aber nur die Gefangennahme mit einer Gewehrschußwunde linke Seite gemeldet. Für das Reichsehrenmal der Feldartillerie war die Verteidigung mit dem Revolver dem Waffenring oder Künstler nicht spektakulär genug und man dachte sich dann noch die Verteidigung mit der Handgranate aus, auch den dargestellten Handgranatenwurf gab es nicht.
Es dauerte nicht lange, bis die falsche Angabe im Ehrenbuch entdeckt wurde und publik wurde. Weil unterstellt wurde, daß Haigs Angaben der Wahrheit entsprachen, wurde geschlußfolgert, daß Krüger nicht der Protagonist aus seinem Bericht gewesen sein kann. Aufgrund schlechter Recherche wurde die unwahre Angabe zu Krügers Tod in zahlreichen Büchern und Zeitungsartikeln weiterverbreitet und sein Einzelkampf weiter ausgeschmückt.
Dem früheren Kommandeur der 54. Infanterie-Division, Generalleutnant Oskar Freiherr von Watter, wurde mitgeteilt, daß Krüger nicht der Soldat aus dem Bericht des britischen Oberbefehlshabers gewesen sein kann, weil er nicht an seinem Geschütz gefallen ist, sondern 20 Tage später in britischer Kriegsgefangenschaft gestorben ist. Eine Antwort wird in der Literatur nicht zitiert, von Watter wollte jedoch, daß Krügers Heldentat in seiner Trauerrede erwähnt wird; er hielt Behrmanns Schlußfolgerung für plausibel und so wurde am 25. August 1939 im Trauergottesdienst für von Watter auch der Heldentat Krügers gedacht. Ohne die im November 1916 vom Divisionskommandeur angeordnete Schulung seiner Feldartilleristen im Bekämpfen beweglicher Ziele im direkten Richten mit abschließendem Scharfschießen wären nicht so viele Treffer auf die britischen Panzer erzielt worden. Von Watters Anteil am Erfolg war eine spezielle Ausbildung seiner Feldartilleristen.
Krüger hatte drei Vornamen, Johannes Joachim Theodor, in Dokumenten des IKRK und auf seinem Grabstein auf dem britischen Militärfriedhof Mont Huon bei Le Tréport steht „Johannes Krüger“, in deutschen Verlustlisten steht aus unbekannter Ursache „Johann Krüger“, von Verwandten, Freunden und Kameraden wurde er „Theodor“ genannt, deshalb wurde in Publikationen teilweise sein dritter Vorname genannt.
Da Zindler nicht offengelegt hat, wie Behrmann zu seiner Schlussfolgerung gelangt ist, und im Ehrenbuch eine unwahre Angabe steht, wird bis heute angezweifelt, daß Krüger der Held von Flesquières (englisch: lone gunner of Flesquières) war. Hätte Krüger gemeinsam mit seinen Kameraden den Rückzug angetreten, hätte er keinen Grund gehabt, ihnen sein Soldbuch mitzugeben. Was er getan hat, war selbstlos und deshalb geeignet, dem Feind seinen Respekt abzunötigen.

### Deutsche Rezeption

#### Bis zum Ende des Zweiten Weltkrieges – Reichsehrenmal der deutschen Feldartillerie
Die von Zindler vertretene These es hätte sich beim Lone gunner von Flesquières um Johannes Krüger gehandelt, wurde in der Phase der deutschen Wiederaufrüstung ab 1933 gerne für politische Zwecke aufgegriffen. Die Gedenkkultur an die Heldenmythen der deutschen Streitkräfte wurde im Dritten Reich aktiv unterstützt und der Bau von Gedenkstätten gefördert. Hierbei wurde auch die inzwischen Johannes Krüger zugeschriebene Geschichte des heldenhaften Lone gunners, in Form eines Denkmals 1936 im westdeutschen Köln genutzt, indem als sogenanntes Reichsehrenmal der deutschen Feldartillerie eine Gedenkstätte errichtet wurde.
Schon seit 1920 gab es eine Kameradschaftsorganisation, den "Waffenring der Feldartillerie", die am 6. und 7. Oktober 1928 den ersten Waffentag der Feldartillerie in Berlin organisierte. Der 3. Waffentag der Feldartillerie wurde 1934 in Köln durchgeführt, obwohl das Rheinland zu dieser Zeit noch demilitarisiert war und erst im März 1936 neue Garnisonstruppen in die Rheinmetropole einzogen.
Das vom Bildhauer Hans Dammann entworfene Objekt zeigte einen Soldaten im Mantel, der im nächsten Moment eine Handgranate in aufrechter Haltung über ein vor ihm stehendes, zerstörtes Geschütz vom Typ FK 96 n.A. werfen wird. Nachdem bemerkt wurde, daß der Soldat auf dem Denkmal nicht Krügers Gesichtszüge trug, hieß es: „Sein Heldentum ist auf dem Ehrenmal der Feldartillerie in Köln zur symbolischen Darstellung gekommen.“ Die Skulptur stand auf einem hohen steinernen Sockel im Bereich des heutigen Konrad-Adenauer-Ufers (damals Kaiser-Friedrich-Ufer). Zwischen 1937 und 1946 hieß dieser Abschnitt der Straße am Rheinufer nach dem 1937 verstorbenen, preußischen General Max von Gallwitz dann Gallwitzufer.
Heute sind von dem damals vom Rhein aus zu sehenden Denkmal nur noch die Treppenstufen, die nunmehr in den Skulpturenpark Köln führen, vorhanden. Die Skulptur war während der alliierten Luftangriffe derart schwer beschädigt worden, dass man bei der Suche auf Metall für die Rüstungsindustrie nicht vor der Demontage zurückschreckte. Der prägnante Sockel mit der Inschrift „Der deutschen Feldartillerie“ wurde letztlich vor dem Beginn der belgischen Besatzung in Köln 1945 durch britische Pioniere gesprengt.
1938 benannte die Wehrmacht Kasernen in Rendsburg und Schwerin nach Krüger und am 6. November 1938 wurde eine Gedenktafel an seinem Geburtshaus in Garwitz enthüllt.

#### Nach dem Zweiten Weltkrieg

##### Durch die Bundeswehr
Im Rahmen der Wiederaufrüstung der deutschen Streitkräfte nach dem Zweiten Weltkrieg während des Kalten Kriegs wurden neun Jahre nach der Gründung 1966 im rheinland-pfälzischen Kusel, das in einer ländlichen Gegend auf halber Strecke zwischen Idar-Oberstein und Saarbrücken gelegen ist, eine Kaserne für die Feldartillerie der Bundeswehr nach Krüger benannt. Hierbei war ein 1938 als Barackenlager errichteter Stützpunkt seit 1964 mit einer zeitgemäßen Bebauung versehen worden.
Im Jahr 1966 wurde die nunmehr als Unteroffizier-Krüger-Kaserne benannte Einrichtung mit dem neu aufgestellten Feld-Artillerie-Lehr-Bataillon 310 belegt. In der Begründung der Namensgebung durch das BMVg heißt es, dass der Namensgeber
„…durch seinen im ersten Weltkrieg bewiesenen Heldenmut bis heute eine Vorbildfunktion hat.“
und
„Nachdem er, allein an seinem Geschütz verblieben, den Befehl für den Rückzug überhört hatte, vernichtete er in heldenhafter Weise 16 feindliche Panzer, bevor er selbst verwundet wurde und wenig später seinen Verletzungen erlag.“
Die Berichterstattung über die Benennung der Unteroffizier-Krüger-Kaserne führte dazu, daß die SED die Gedenktafel am Geburtshaus in Garwitz demontieren ließ.

##### Musikalische Darstellung (2024)
Im Jahr 2024 wurde aufgrund der Veröffentlichung des Titels „Panzerhenker“ im Black-Metal-Projekt "Kanonenfieber" eine Rezension durch den wissenschaftlichen Leiter des Deutschen Panzermuseums, Ralf Raths, auf YouTube veröffentlicht. Hierbei wurde durch den Museumsleiter ausführlich auf die Umstände und Hintergründe der Schlacht, die Zuordnung von Krüger als Lone gunner und die bisherigen Darstellungen in Literatur und Medien (auch Wikipedia) eingegangen.